# Agave albomarginata
Agave albomarginata ist eine Pflanzenart aus der Gattung der Agaven (Agave). Ein englischer Trivialname ist „Huntington Cultivar Agave“.

## Beschreibung
Agave albomarginata wächst einzeln und bildet Ableger. Die grauen bis grünen, linealisch bis lanzettenförmig, variabel angeordneten Blätter sind 100 bis 125 cm lang, an der Basis 4 cm breit, in der Mitte 2,5 cm breit. Die hornigen, weißen Blattränder sind unregelmäßig gezahnt. Der graue Enddorn ist 1,5 cm lang.
Der ährige, schlanke, Blütenstand wird 4 bis 6 m hoch. Die grünen bis gelbfarbenen, paarigen Blüten sind 35 bis 40 mm lang. Die offen ausgebreitete Blütenröhre wird 4 bis 5 mm lang.
Die Kapselfrüchte und Samen sind nicht bekannt.

## Systematik und Verbreitung
Die Erstbeschreibung durch Howard Scott Gentry ist 1982 veröffentlicht worden.
Agave albomarginata ist ein Vertreter der Sektion Marginatae. Die Art wird im Huntington Botanic Garden kultiviert. Sie ist nahe verwandt mit Agave lechuguilla, jedoch in morphologischen Merkmalen vielgestaltiger.